# Apenninhalbinsel
Die Apenninhalbinsel oder Apenninenhalbinsel (italienisch Penisola appenninica), im Deutschen seltener Italienische oder Italische Halbinsel (italienisch Penisola italiana oder italica) genannt, ist ein Teil Europas bzw. Südeuropas, der sich in etwa in südöstliche Richtung ins Mittelmeer vorschiebt. Die Halbinsel ist maximal rund 1000 Kilometer lang, maximal rund 240 Kilometer breit und gehört nahezu zur Gänze zum Staatsgebiet Italiens; lediglich sehr kleine Flächen werden von den Zwergstaaten San Marino und Vatikanstadt eingenommen. Auf drei Seiten ist sie von Teilmeeren des Mittelmeers umschlossen, nämlich vom Ligurischen, Tyrrhenischen, Ionischen und Adriatischen Meer.
Verbreitet ist der Vergleich der Halbinsel mit einem Stiefel (italienisch stivale), wobei Kalabrien als Stiefelspitze, das Salento als Absatz und der Gargano als Sporn gedeutet werden.

## Physische Geographie
Die Halbinsel ist weitenteils vom Gebirgszug des Apennin geprägt; zum Meer hin finden sich vereinzelt größere Küstenebenen. An ihrem Nordrand geht sie in die Oberitalienische Tiefebene über. Ansonsten ist die Landschaft hügelig bis gebirgig; ihre größte Höhe erreicht sie am Gran Sasso mit 2912 m s.l.m. Der Vesuv und der Supervulkan der Phlegräischen Felder sind die einzigen aktiven Vulkane des europäischen Festlands. Die Küsten sind speziell auf der Westseite durch zahlreiche Buchten gegliedert, darunter der Golf von Neapel. Im äußersten Süden wird die Halbinsel durch die Straße von Messina von Sizilien getrennt, im Südosten durch die Straße von Otranto von der Balkanhalbinsel. Die längsten Flüsse sind der Tiber und der Arno.

## Humangeographie
Vollständig auf der Halbinsel liegen – abgesehen von zugehörigen Inseln – die italienischen Regionen Abruzzen, Apulien, Basilikata, Kalabrien, Kampanien, Latium, Marken, Molise, Toskana und Umbrien, zu Teilen zudem die Regionen Emilia-Romagna und Ligurien. Die erstgenannten Regionen bilden zusammen Mittelitalien und den Festlandanteil von Unteritalien.
Auf der Halbinsel lebt knapp weniger als die Hälfte der Staatsbevölkerung Italiens. Die größten Ballungsräume sind Rom und Neapel.